# 巴薩扎·蓋提
保羅·巴薩扎·蓋提（英語：Paul Balthazar Getty，1975年1月22日—），是一位美國男演員，也是Ringside樂隊隊員。他是是盖蒂家族成員之一。
蓋提最著名的作品是在ABC電視劇《特務A》中出演Thomas Grace和在電視劇《兄弟姐妹》中出演Tommy Walker。

## 生平

### 早年生活
蓋提在洛杉磯出生，父親為約翰·保羅·蓋蒂三世（John Paul Getty III），母親吉賽爾·馬琳·扎克爾（Gisela Martine Zacher）德國出生，是一名攝影師及紀錄片製片人；他亦有一個同母異父的姊姊Anna。蓋提幼年在三藩市度過，跟著轉往英國蘇格蘭的Gordonstoun School就讀。1993年，父母離異。

### 私人生活
2000年，蓋提和一名時裝設計師罗塞塔·米林顿（Rosetta Millington）結婚，兩人育有三女（Grace、Violet及June Catherine）一子（Cassius Paul）。
蓋提也曾與英國女演員絲安娜·美娜出軌，但最後回到太太身邊。

## 外部連結
- 巴薩扎·蓋提在互联网电影资料库（IMDb）上的資料（英文）
- 在AllMovie上巴薩扎·蓋提的頁面（英文）